# Терапија (ТВ серија)
Терапија (енгл. Shrinking) америчка је телевизијска серија коју су створили Брет Голдстин, Бил Лоренс и Џејсон Сигел за Apple TV+. Премијера је приказана 27. јануара 2023. године.

## Премиса
Терапеут који пролази кроз тежак период у животу почиње да крши етичке баријере говорећи својим пацијентима шта у потпуности мисли, што доводи до огромних промена у његовом и њиховим животима.

## Улоге
| Глумац          | Улога     |
| --------------- | --------- |
| Џејсон Сигел    | Џими Лерд |
| Харисон Форд    | Пол Роудс |
| Џесика Вилијамс | Габи      |
| Криста Милер    | Лиз       |
| Мајкл Јури      | Брајан    |
| Лук Тени        | Шон       |
| Лукита Максвел  | Алис      |
| Тилки Џоунс     | Дони      |
| Лилан Боуден    | Тија      |